# Friedrich-Hebbel-Preis
Der Friedrich-Hebbel-Preis ist ein von der Friedrich-Hebbel-Stiftung, zuletzt in etwa zweijährlichem Turnus, jeweils am 18. März, dem Geburtstag des Dichters Friedrich Hebbel (1813–1863), verliehener Preis. Er ist mit 5000 Euro dotiert (Stand 2022) und soll in „Norddeutschland lebende  Künstlerinnen und Künstler, deren Leistungen über das Durchschnittsmaß hinausgehen“, würdigen.
Der Preis wurde erstmals 1913 verliehen und ist der älteste Literaturpreis Schleswig-Holsteins. Von 1922 bis 1953 wurden keine Hebbel-Preisträger ausgezeichnet. Seit 1954 wird der Preis mit einigen Ausnahmen wieder regelmäßig vergeben. 1975 wurde mit Wilhelm Petersen ein tief in die nationalsozialistische Propaganda verstrickter Maler ausgezeichnet.
Der Preis ist nicht zu verwechseln mit dem Hebbel-Förderpreis, der nicht von der Friedrich-Hebbel-Stiftung, sondern seit 2015 von der Hebbelstadt-Wesselburen zusammen mit der Hebbel-Gesellschaft an wissenschaftlichen Nachwuchs verliehen wird. Der Preis ist mit 1800 Euro dotiert (Stand 2024). Ausgezeichnet werden wissenschaftliche Arbeiten, die sich mit dem Werk Friedrich Hebbels oder der Rezeption seines Werkes beschäftigen oder Forschungsergebnisse zur kulturellen Situation seiner Zeit vorlegen, auch ohne einen direkten thematischen Bezug zum Dramatiker.

## Preisträger
- 1913: Johann Hinrich Fehrs
- 1914: Adolf Bartels
- 1915–1916: nicht vergeben
- 1917: Stine Andresen
- 1918: Stine Andresen und Hans Groß
- 1919: Stine Andresen und Hans Groß
- 1920: Stine Andresen und Hans Groß
- 1921: Charlotte Niese
- 1922–1953: nicht vergeben
- 1954: Christian Jenssen
- 1955: Christian Jenssen, Friedrich Griese
- 1956: nicht vergeben
- 1957: Christian Jenssen, Gertrud-Wiebke Schröder, Walter Rössler
- 1958: Christian Jenssen, Gertrud-Wiebke Schröder, Martin Luserke, Hans Holtorf und Kurt Matthies
- 1959–1962: nicht vergeben
- 1963: Kurt Matthies
- 1964: Joachim Schweppe
- 1966: Ernst-Otto Schlöpke
- 1967: nicht vergeben
- 1968: Gertrud-Wiebke Schröder und Albert Aereboe
- 1969: Waldemar Augustiny und Hans Holtorf
- 1970: Albert Mähl und Rudolf Klein
- 1971: Gerhard Bettermann, Oskar Matthies, Kurt Matthies und Hans Plutta
- 1972: Gudrun Münster und Hans-Günther Schnoor
- 1973: Gertrud-Wiebke Schröder, Pierre Schumann und Bernd Fleischhacker
- 1974: Ulla Leippe und Frauke Missfeldt-Bünz
- 1975: Wilhelm Petersen, Fritz Kudnig und Otto Wulk
- 1976: Fritz During, Hans Holtorf und Dagmar Schulze-Ross
- 1977: Michael Augustin
- 1978: Fritz Kudnig und Peter Steinbach
- 1979: Annemarie Zornack unter anderem
- 1980: Jochen Missfeldt
- 1981: nicht vergeben
- 1982: Gerrit Bekker und Friedrich Wilhelm Bremer
- 1983: Manfred Schlüter
- 1984–1985: nicht vergeben
- 1986: Olaf Plotz
- 1987: Doris Runge
- 1988: Wolfram Eicke
- 1989: nicht vergeben
- 1990: Ilse Behl
- 1991: Tadeusz Galia
- 1992: Axel Marquardt
- 1993: Dirk von Petersdorff
- 1994: Heiner Egge
- 1995: nicht vergeben
- 1996: Reinhard Scheuble
- 1997: Dirk Lornsen
- 1998: Katharina Höcker
- 1999: nicht vergeben
- 2000: Nikola Anne Mehlhorn
- 2001: Henning Ahrens
- 2002: Feridun Zaimoğlu
- 2003: nicht vergeben
- 2004: Karen Duve
- 2006: Mareike Krügel
- 2008: Ulf Erdmann Ziegler
- 2011: Nis-Momme Stockmann
- 2013: Klaus Böldl
- 2015: Christopher Ecker
- 2018: Juliana Kálnay für Eine kurze Chronik des allmählichen Verschwindens[3]
- 2020: Berit Glanz für Pixeltänzer
- 2022: Svealena Kutschke, u. a. für Gewittertiere
- 2024: Caren Jeß